# Фишер, Франклин
Франклин Фишер (англ. Franklin M. Fisher; 13 декабря 1934, Нью-Йорк — 29 апреля 2019, Белмонт) — американский экономист.
Бакалавр (1956), магистр (1957) и доктор философии (1960) Гарвардского университета. Работал в Чикагском университете (1959—1960) и Массачусетском технологическом институте (с 1960). Награждён медалью Дж. Б. Кларка (1973). Президент Эконометрического общества (1979).

## Основные произведения
- «Предложение и издержки в нефтяной промышленности Соединенных Штатов» (Supply and Costs in the United States Petroleum Industry: Two Economic Studies, 1964)
- «Неравновесные основания равновесной экономической теории» (Disequilibrium Foundations of Equilibrium Economics, 1983);
- «Собрание сочинений» в 3-х тт.(Collected works. Vols. 1-3, 1991-93).